# Sainte-Élisabeth (pistellu)
La Sainte-Élisabeth est une barque de pêche bastiaise (dite aussi pistellu) construite en 1911 par le charpentier de marine François-Xavier Poggi.
La Sainte-Élisabeth fait l'objet d'un classement au titre des monuments historiques depuis le 28 novembre 2002.

## Histoire
La barque bastiaise (le pistellu) se différencie de la barque marseillaise (le pointu) par une construction plus légère mais sur une quille plus solide car mise à l'eau par glissement sur des patins. La barque est moins évasée et sa proue est à angle droit. En Corse on emploie l'olivier sauvage et des essences typiques à l'île.
La Sainte-Élisabeth appartient à Charles Viala. Sa restauration a été entreprise par le charpentier de marine Jos Martinez. Le gréement traditionnel à voilure latine a été réalisée par Sud Corse Sail d'Ajaccio.
Elle participe aux nombreuses manifestations maritimes de Méditerranée et propose aussi des sorties en mer.